# Pamětní medaile k 20. výročí Slovenského národního povstání
Pamětní medaile k 20. výročí Slovenského národního povstání byla zřízena dne 17. června 1964 zákonným opatřením předsednictva Národního shromáždění ČSSR č. 112/1964 Sb.
Byla udělována účastníkům bojů proti fašismu při Slovenském národním povstání (29. srpen 1944 - 28. říjen 1944) jako ocenění za odvahu a projevenou statečnost. Autorem medaile je akademický sochař Josef Hvozdenský. 

## Použitá literatura
- Měřička, Václav August. Československá vyznamenání. 4. část, 1945-1975. Hradec Králové: Pobočka Čes. numismatické společ., 1977, [na tit. listu nesprávně] 1976. 155, [1] s.